# Osservatorio astronomico di Campo Imperatore
L'Osservatorio astronomico di Campo Imperatore, oggi denominato Stazione osservativa di Campo Imperatore (ai sensi della deliberazione del consiglio di amministrazione dell'INAF del 23 giugno 2017 n. 46), è un centro di osservazione astronomica fondato nel 1965 come parte dell'Osservatorio astronomico di Roma sull'omonimo altopiano a 2200 m s.l.m. e usato ancora oggi per attività di ricerca scientifica e divulgative. Dal 2017 è gestito dall'Osservatorio astronomico d'Abruzzo.

## Strumentazione
Lo strumento principale dell'osservatorio è l'AZT-24, un riflettore Ritchey-Chrétien del diametro di 108 cm costruito per l'Osservatorio di Pulkovo ma trasferito in Italia nel 1995 e posto sul Gran Sasso nel 1997. Il telescopio è equipaggiato con la camera ad infrarossi (1,1-2,5 μm) SWIRCAM, fornita dall'osservatorio di Teramo, e coinvolta nel progetto SWIRT sulla ricerca di supernove extragalattiche, in cui collabora anche la Russia. Questo telescopio è l'unico telescopio a infrarossi presente in Italia.